# Saúde cerebral e poluição

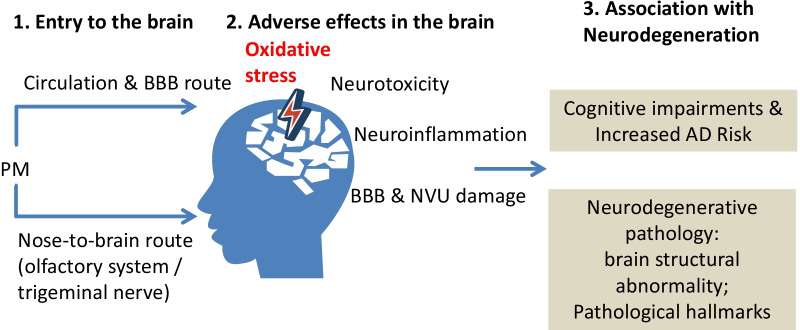
Exposição a partículas e aumento do risco de neurodegeneração

Pesquisas indicam que viver em áreas de alta poluição tem sérios efeitos negativos de longo prazo na saúde. Viver nessas áreas durante a infância e adolescência pode levar à diminuição da capacidade mental e a um risco aumentado de lesão cerebral. Pessoas de todas as idades que vivem em regiões altamente poluídas por períodos prolongados se expõem a riscos maiores de desenvolver diversos transtornos neurológicos. Tanto a poluição do ar quanto a poluição por metais pesados têm sido implicadas em efeitos negativos sobre a funcionalidade do sistema nervoso central (SNC). A capacidade dos poluentes de afetar a neurofisiologia de indivíduos após a estabilização estrutural do SNC é um exemplo de neuroplasticidade negativa.

## Poluição do ar
Ver também

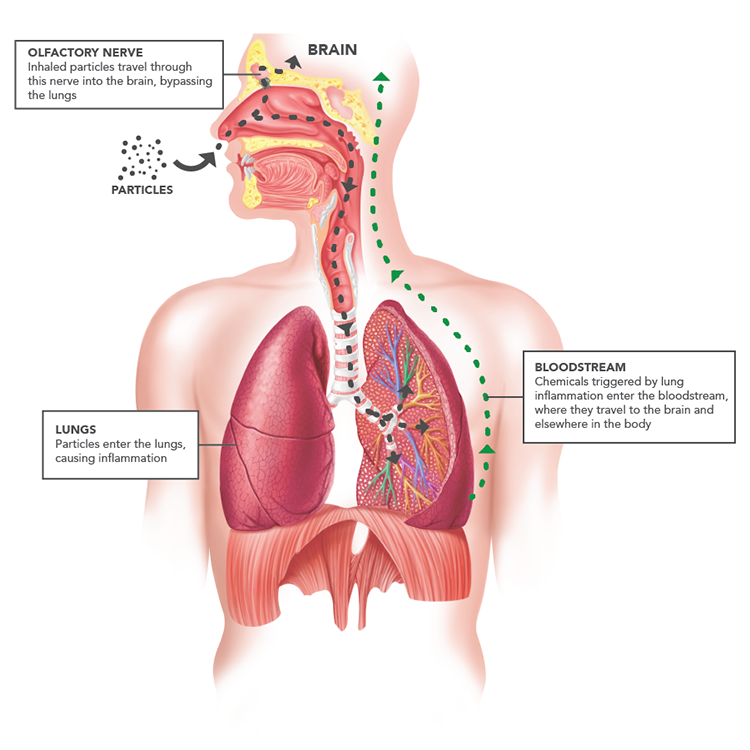
Possíveis vias de partículas em 2018.

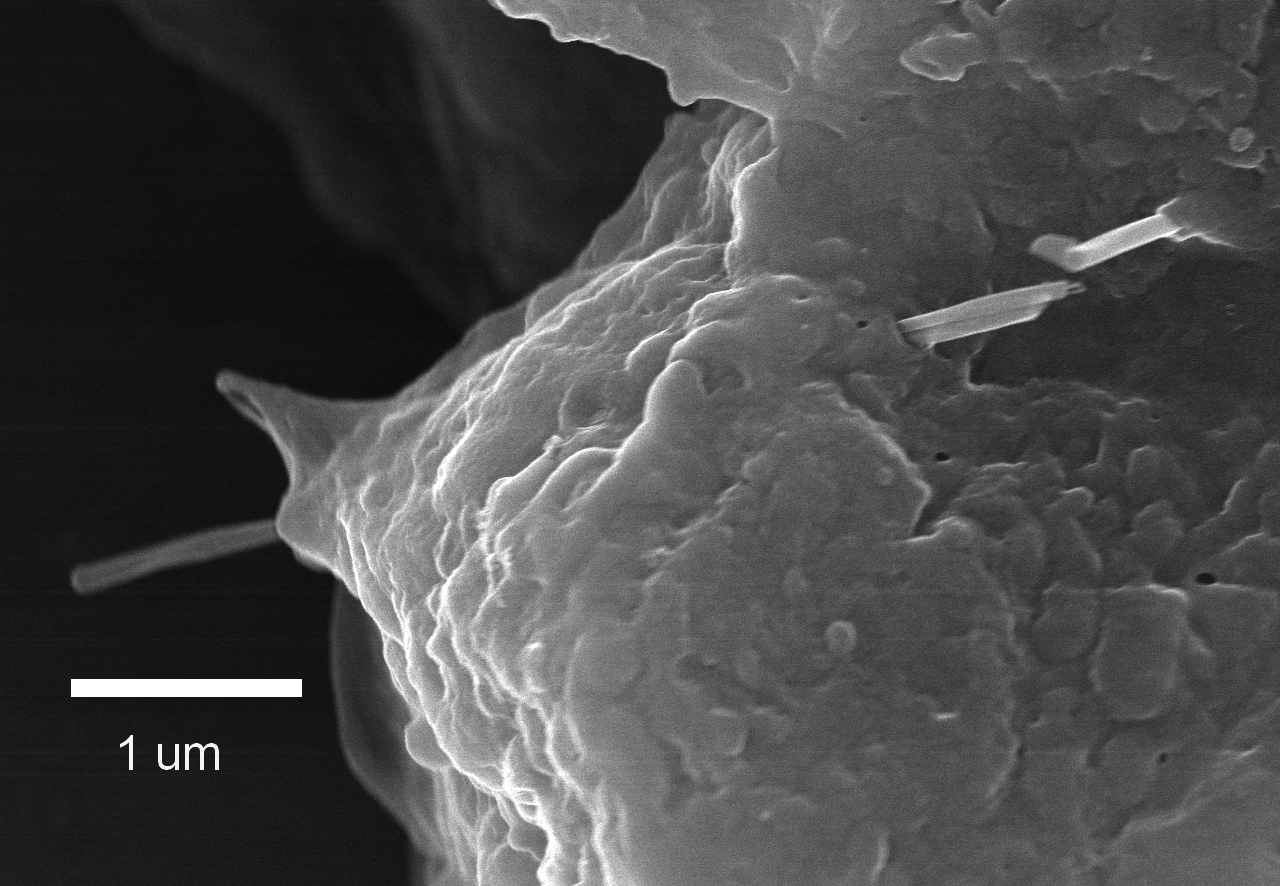
Imagem de microscópio eletrônico de varredura mostrando feixes de nanotubo de carbono de paredes múltiplas perfurando uma célula epitelial alveolar.

A poluição do ar pode aumentar o risco de distúrbios do desenvolvimento (por exemplo, autismo), distúrbios neurodegenerativos, transtornos mentais, e suicídio. Está associada a condições neurológicas, incluindo acidente vascular cerebral, esclerose múltipla, demência, doença de Parkinson, doença de Alzheimer, esquizofrenia e dor de cabeças.

### Efeitos em adolescentes
Um estudo de 2008 comparou crianças e cães criados na Cidade do México (um local conhecido por altos níveis de poluição) com crianças e cães criados em Polotitlán, México (uma cidade cujos níveis de poluição atendem aos atuais Padrões Nacionais de Qualidade do Ar dos Estados Unidos). Crianças criadas em áreas mais poluídas apresentaram pontuações menores em inteligência (por exemplo, em testes de QI) e sinais de lesãos em exames de RM do cérebro. Em contraste, crianças da área com baixa poluição tiveram pontuação esperada nos testes de QI e não apresentaram sinais significativos de risco de lesões cerebrais. Em relação à poluição atmosférica relacionada ao tráfego, filhos de mães expostas a níveis mais altos durante o primeiro trimestre de gravidez apresentaram risco aumentado de sensibilização alérgica ao completar um ano de idade.

### Efeitos em adultos
Os efeitos da atividade física e da poluição do ar sobre a neuroplasticidade podem se contrabalançar. A atividade física é conhecida por seus benefícios ao sistema cardiovascular, aos processos de plasticidade cerebral, à cognição e à saúde mental. A neurotrofina fator neurotrófico derivado do cérebro (BDNF) é considerada um elemento importante nas melhorias cognitivas induzidas pelo exercício. Breves episódios de atividade física podem aumentar os níveis de soro de BDNF, mas esse aumento pode ser compensado pela maior exposição à poluição do ar relacionada ao tráfego.
Em períodos mais longos de exercício físico, as melhorias cognitivas demonstradas em corredores de áreas rurais não foram observadas em corredores de áreas urbanas que participaram do mesmo programa de treinamento de 12 semanas "start-2-run". Durante o exercício, a poluição do ar relacionada ao tráfego pode reduzir os efeitos benéficos dessa atividade.

### Desempenho cognitivo

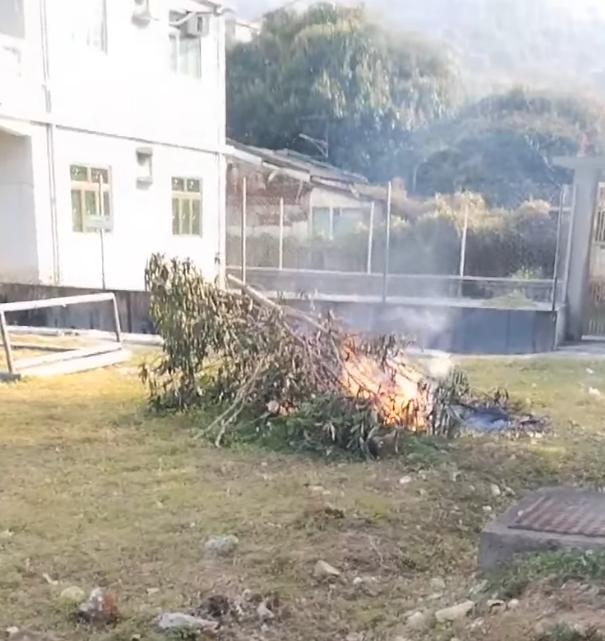
Queima de vegetação caída, ou "corte e queima".

Analisando dados de 2017 e 2018 do Lost in Migration, um jogo para celular que testa a capacidade de concentração dos jogadores, pesquisadores encontraram efeitos da fumaça de incêndios florestais e partículas poluentes no desempenho cerebral.
"Encontramos evidências de que o material particulado fino (PM2,5) pode reduzir a atenção em adultos em poucas horas de exposição. Essa é uma resposta muito rápida entre a exposição e a queda no desempenho cognitivo e pode ter implicações em comunicações de saúde pública durante eventos extremos de poluição do ar, como incêndios florestais", explicou Cleland, pesquisador pré-doutoral da EPA. Também foi constatado que a exposição prolongada à poluição particulada reduz a capacidade de atenção especialmente em populações mais jovens. Tanto em análises de curto quanto de longo prazo, a exposição a partículas nocivas resultou em menores pontuações no jogo.

### Fontes de poluição

Poeira de construção gerada por ferramentas elétricas e equipamentos pesados
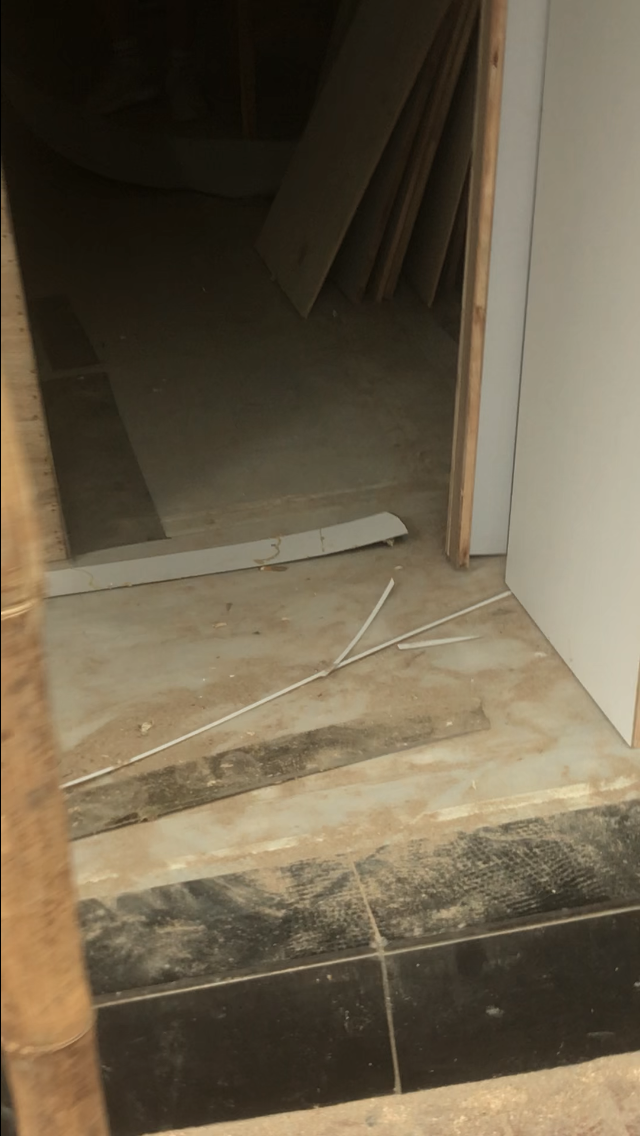
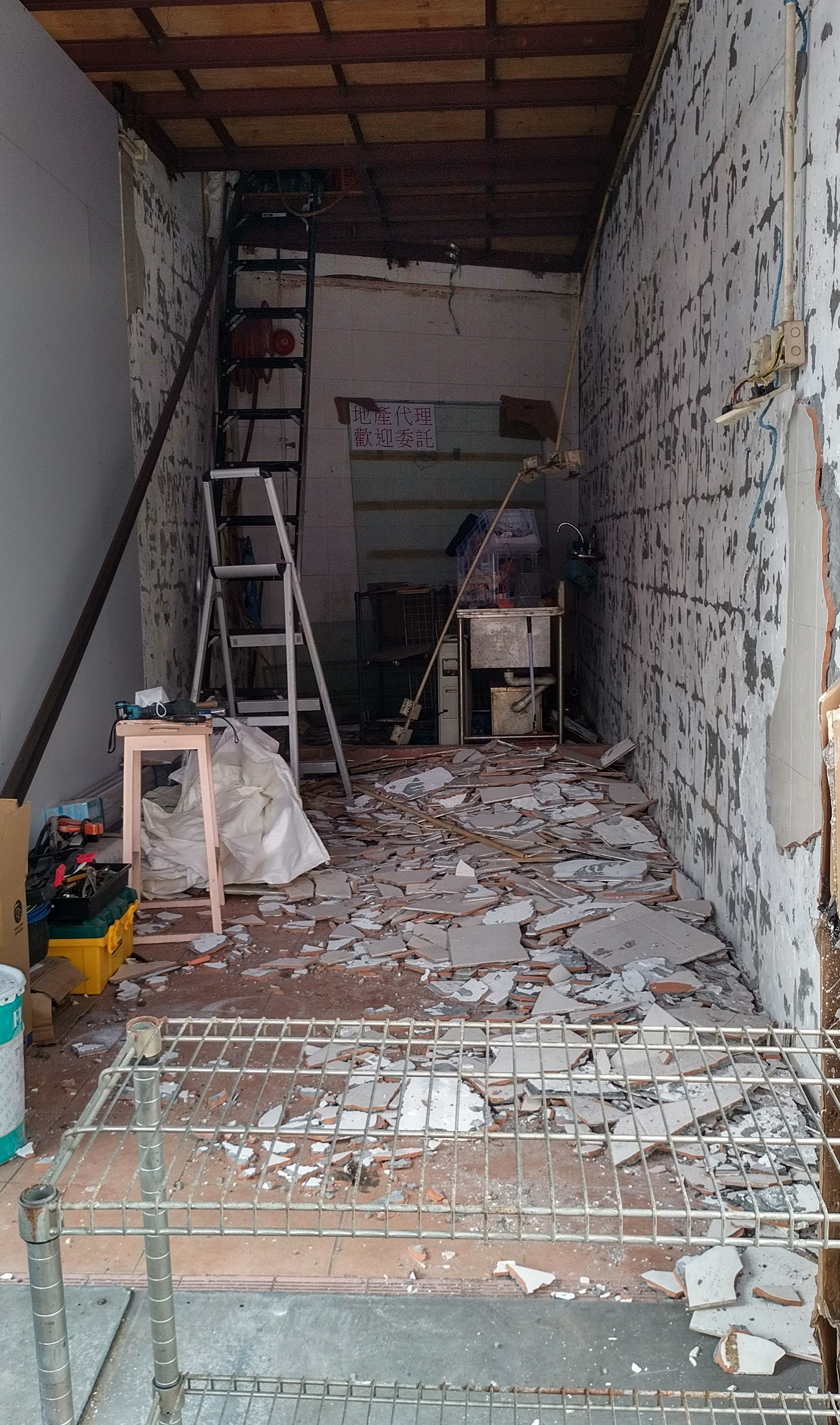
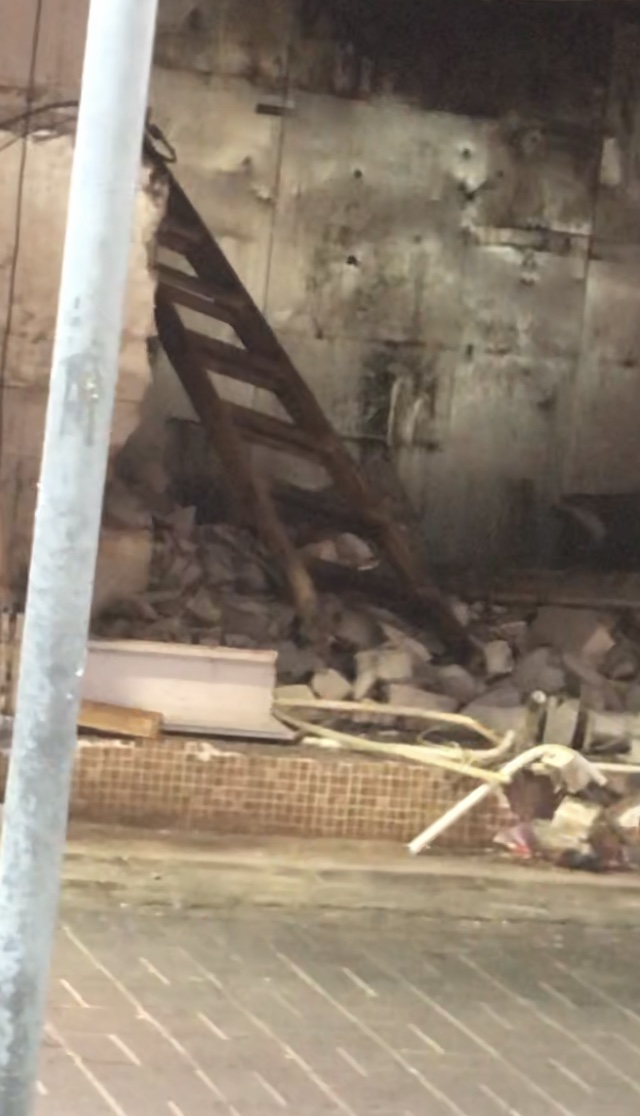
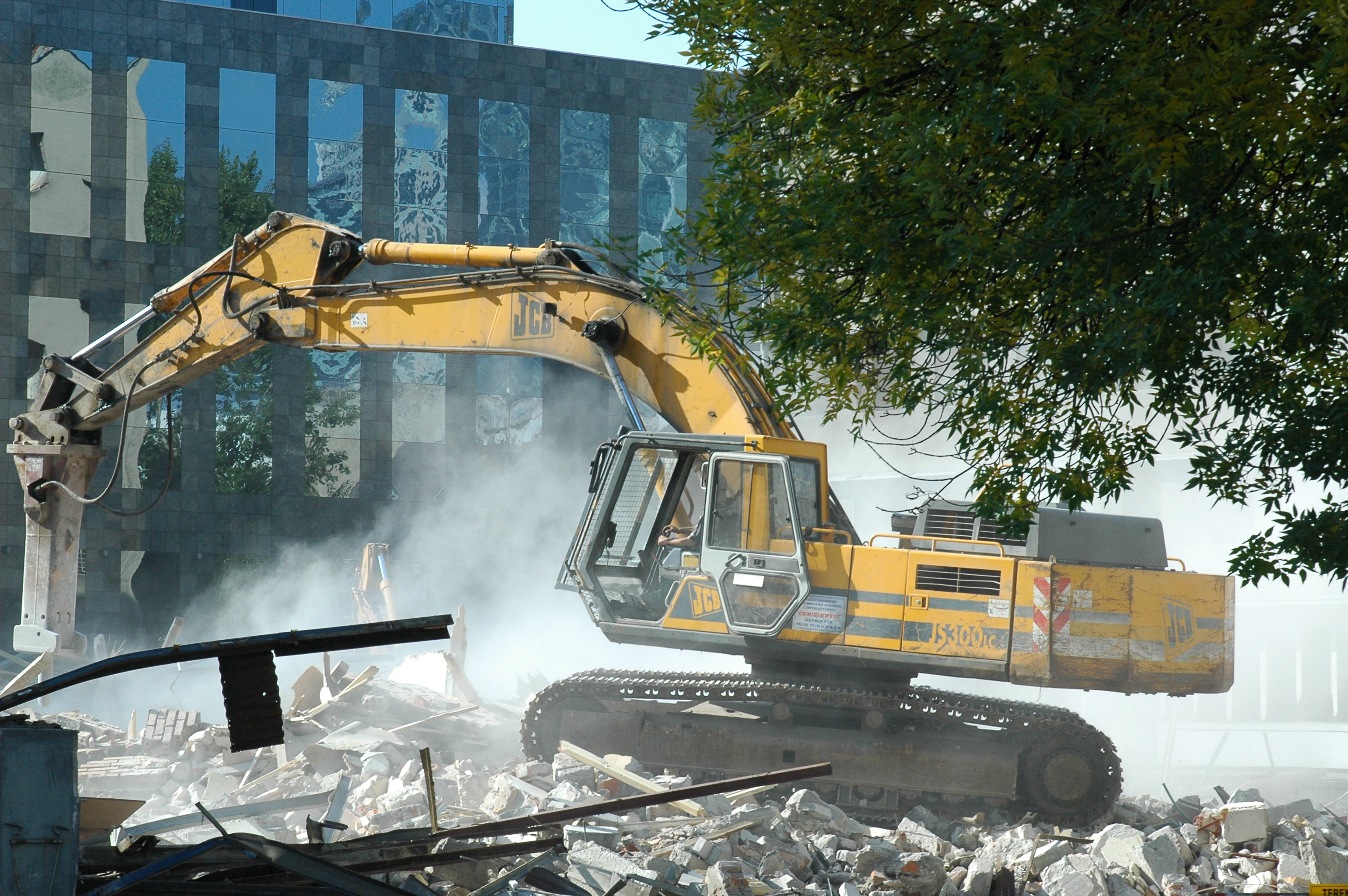